# Арбеж
Арбеж — река в России, протекает по Вологодской области в Великоустюгском районе. Устье реки находится в 57 км по левому берегу реки Верхней Ёрги. Длина реки составляет 57 км. В 12 км от устья по левому берегу впадает река Незнаха.
Исток реки расположен в северной части болота Арбежская Чисть в 34 км к северо-западу от Великого Устюга. Арбеж течёт по ненаселённому лесу на запад, затем на юг, затем снова на запад. Населённых пунктов по берегам нет, крупнейшие притоки — Вучерза и Незнаха (левые). Ширина реки в среднем и нижнем течении — 10-15 метров.

## Данные водного реестра
По данным государственного водного реестра России относится к Двинско-Печорскому бассейновому округу, водохозяйственный участок реки — Северная Двина от начала реки до впадения реки Вычегда, без рек Юг и Сухона (от истока до Кубенского гидроузла), речной подбассейн реки — Сухона. Речной бассейн реки — Северная Двина.
Код объекта в государственном водном реестре — 03020100312103000009715.